# Huis Piers
Huis Piers is een herenhuis gelegen aan de Vrasenestraat 62 in Beveren-Waas, België. Het pand dateert uit de 17e eeuw en is gebouwd in traditionele bak- en zandsteenstjl. Door de eeuwen heen heeft het gebouw verschillende functies vervuld, waaronder die van Vredegerecht.

## Geschiedenis
Huis Piers werd in de 17e eeuw gebouwd en heeft sindsdien diverse verbouwingen ondergaan, met name in de 19e eeuw. Het is bekend als het geboortehuis van Anna Piers (1664-1718), die de Congregatie van Onze-Lieve-Vrouw-Presentatie te Beveren stichtte. In de 20e eeuw werd het pand gebruikt als Vredegerecht. Op 19 november 1974 werd Huis Piers erkend als beschermd monument en toegevoegd aan de lijst van vastgesteld bouwkundig erfgoed.

## Architectuur
Het herenhuis is opgetrokken in traditionele bak- en zandsteenarchitectuur. Het telt zeven traveeën en twee bouwlagen onder een schilddak. Kenmerkend zijn de zandstenen sokkel, hoekstenen, speklagen en steigergaten. De rechthoekige vensters zijn beluikt, met arduinen lekdrempels op de begane grond en doorgetrokken onderdorpels op de bovenverdieping.

## Recente ontwikkelingen
In 2023 werd aangekondigd dat restaurant VAS zou verhuizen naar Huis Piers, met plannen om begin 2024 te openen. Later dat jaar werd echter bekendgemaakt dat deze verhuizing niet doorging vanwege te hoge restauratiekosten. De functie van Huis Piers is onduidelijk, aangezien de geplande horecauitbating niet is doorgegaan en er geen nieuwe bestemming is aangekondigd.